# オーストラリア花嫁失踪騒ぎ
オーストラリア花嫁失踪騒ぎ（オーストラリアはなよめしっそうさわぎ）とは、1992年（平成4年）12月に、新婚旅行でオーストラリアを訪れていた日本人女性が、行方不明となったことに端を発した騒動である。当初は犯罪に巻き込まれた可能性も想定されていたが、後に結婚生活への不安から、女性が自発的に姿を消したことが明らかになった。日本では、事の真相が明らかにされた後も含め、マスメディアによる過剰ともいえる報道が行なわれた。

## 失踪
事件を起こした女性A（事件当時25歳）は、大阪市東淀川区の出身で、高校を卒業後就職。テニスやスキーを通じて夫となった男性B（事件当時29歳）と知り合い、11月28日に神戸市内のホテルで挙式した。2人は婚姻届を未提出のまま、翌29日よりJTBのパッケージツアーで新東京国際空港からオーストラリアに出発。ゴールドコーストやハミルトン島を観光した後、12月6日にシドニー入りした。ツアーは7日に市内観光の後、8日には帰国の途につく日程となっていた。
ところが12月7日午後、Aがシドニー市内で行方不明となった。この日は午前中は市内をバス観光、午後から自由行動になっていたが、午後1時半頃（現地時間、以下同じ）、2人は別々に買い物をすることにし、市内の免税店で別れた。しかし、待ち合わせ時間の午後3時半になっても、Aは姿を見せなかった。
Bは、ツアーを主催するJTBとも相談し市内を探したが、Aは見つからず、ホテルにも戻っていなかった。午後8時、Bは事態を在シドニー日本国総領事館と現地警察に届け出、Aの父にも連絡した。
午後11時過ぎ、ホテルにAから電話がかかり「車で連れてこられた。どこにいるか分からない。親切なオーストラリア人に助けられた」「自分のことは捜さないで欲しい。心配はいらない。自分で何とか帰る」と、やや興奮した口調で話したという。通話は30秒ほどで終了した。

## 捜査
ツアー最終日にあたる8日、他のツアー客は予定通り日本に帰国したが、Bは現地に残った。警察はこの日の朝、Aの顔写真をテレビ放送で公開し、本格的な捜査を開始した。また在シドニー日本総領事館は7日の電話の内容から、Aが一人で帰国する可能性もあると判断、空港の予約を確認したがAの名はなかった。この日の時点では警察は誘拐との見方には懐疑的で、単なる行方不明者とみなしていた。
しかし9日午後0時半、現地警察は一転して「Aは誘拐されたとみられる」と発表。消息を絶つ理由がないこと、2日間連絡がないことを根拠とした。B男は日本国総領事館の職員や現地警察職員に付き添われ、地元のテレビ局に出演し、Aの写真を掲げて、市民に捜索への協力を呼びかけた。Aの家族も、現地に向かう準備を開始した。
当時オーストラリアは、日本人が湾岸戦争で海外旅行を控える中でも「安全な旅行先」として人気があったことから、日本ではワイドショーを中心に事件が大きく扱われた。テレビ朝日やフジテレビは取材チームを現地に派遣した。オーストラリア側でも訪問する外国人観光客数の第1位が日本人であり、観光への悪影響への懸念から事件は注目された。しかし身代金要求があったわけでもなく、誘拐かどうかははっきりしなかった。
日本のメディアでは、フジニュースネットワークのシドニー特派員が実名で報じたのが最初で、地元テレビ局に登場したB男の映像は日本でも放送。国内外の通信社が実名で報道していることから、10日頃より一般紙でも一部は実名入りの報道に踏み切った。
10日14時頃、ホテルにAから「ゴールドコーストにいる」との連絡が入った。電話について発表した警察は「Aは悪いことをしたわけではなく、警察としてAを訴追するつもりはない」と発言、産経新聞の追加取材に対しても「誘拐と断定はしていない」と答えるなど、警察の事件に対する姿勢にも変化が見られた。

## 発見
11日早朝、現地警察はシドニー市外のモーテルに一人で宿泊していたAを保護した。警察はホテルに残されていたAのアドレス帳からこのモーテルの存在を把握しており、10日時点でモーテルのAに接触したが、Aは当人であることを認めなかった。11日午前1時に再訪した警察に、Aは身元の露見を防ぐため、日本国旅券や航空券を窓から投げ捨てるなど激しく抵抗、しかし午前3時保護されるに至った。
同日夜、Aはシドニーの宿泊ホテルでBと共に記者会見し「たくさんの人を巻き込んで迷惑をかけ、大変申し訳ない。軽率な行為を深く反省しています」と涙を浮かべながら謝罪した。会見によれば、Aは約1カ月前から結婚に不安を感じていたため、「成田離婚」などを考えて、以前の勤務先の上司に、緊急避難用のホテル予約を依頼したという。2人は翌12日に帰国したが、到着した大阪空港でも100人以上の報道陣が待ち構え、ここでも急遽記者会見が開かれた。
この日の会見では、2人は結婚生活を継続する意思を示したが、AがBに対して謝罪すべく頭を下げたところ、Bがその頭を手で押し返したため、その場にいた報道陣から、笑いのようなどよめきが起こった。
犯罪とは無関係であることが判明すると、一般紙ではそれまで夫妻を実名で報じていた社も匿名報道に切り替え、扱いも小さなものとなっていった。しかし民放ワイドショーでは報道が過熱、現地からはAが潜伏していたモーテルの室内の様子が流れ、日本側ではAの実家の近隣住民や、モーテルを予約した元上司にまで取材が及んだ。日刊スポーツでは12日に1面で事件を取り上げた後、連日続報を掲載し、週刊誌も記事で取り上げた。
報道側は「日豪双方に大きな影響のあった事件」「そもそも（9日に）Bが自らA捜索を訴えたのが発端」として取材の妥当性を主張したが、弁護士からは一般人に対するこうした取材は人権侵害ではないか、とも指摘された。

## その後
帰国会見では、結婚の継続を表明していたBであったが、友人から失踪騒動の間に、日本で行われていたテレビ報道の内容をビデオで見せられ、Aとの離婚を決めた。
版画家のナンシー関は、1993年（平成5年）に二人を描いた版画を発表、一連の経緯を『火曜サスペンス劇場』のようだと評し、ドラマ化するなら鷲尾いさ子・布施博の主演はどうかと述べた。1997年（平成9年）には、この事件を参考にした映画『ヘヴンズ・バーニング』がラッセル・クロウと工藤夕貴の主演で制作され、オーストラリアで公開された。日本でも、2000年（平成12年）に劇場公開された。
当時は、テレビなどでも盛んにパロディーネタとして茶化され、中でも1992年（平成4年）12月28日放送の年末特別番組『笑っていいとも!特大号』の名物コーナー「紅白そっくり歌合戦」で、当時レギュラーだった明石家さんまがAに扮し、AとBの実名を出しながら、記者会見の真似をして笑いを取った。